# Отендорф-Окрила
Отендорф-Окрила (њем. Ottendorf-Okrilla) општина је у њемачкој савезној држави Саксонија. Једно је од 63 општинска средишта округа Бауцен. Према процјени из 2010. у општини је живјело 10.000 становника. Посједује регионалну шифру (AGS) 14625430.

## Географски и демографски подаци
Отендорф-Окрила се налази у савезној држави Саксонија у округу Бауцен. Општина се налази на надморској висини од 180 метара. Површина општине износи 25,9 km². У самом мјесту је, према процјени из 2010. године, живјело 10.000 становника. Просјечна густина становништва износи 386 становника/km².